# Liste der Anime-Titel/Y

## Y
| Name                                                                             | Alternative Namen | Veröffentlichungsjahr | Studio(s)            |
| -------------------------------------------------------------------------------- | --- | --------------------- | -------------------- |
| Kenyū Densetsu Yaiba (51 Folgen)                                                 | 剣勇伝説YAIBA | 1993 als Fernsehserie | Pastel               |
| Yahari Ore no Seishun Love Come wa Machigatteiru. (12 Folgen)                    | やはり俺の青春ラブコメはまちがっている。 | 2013 als Fernsehserie | Brain’s Base         |
| ↳ Yahari Ore no Seishun Love Come wa Machigatteiru. Zoku (13 Folgen)             | やはり俺の青春ラブコメはまちがっている。続 | 2015 als Fernsehserie | feel.                |
| Yakitate!! Japan (69 Folgen)                                                     | 焼きたて!!ジャぱん | 2004 als Fernsehserie | Sunrise              |
| Yakushiji Ryōko no Kaiki Jikenbo (13 Folgen)                                     | 薬師寺涼子の怪奇事件簿 | 2008 als Fernsehserie | Dōga Kōbō            |
| Yama no Susume (12 Folgen)                                                       | ヤマノススメ | 2013 als Fernsehserie | 8bit                 |
| ↳ Yama no Susume: Second Season (24 Folgen)                                      | ヤマノススメ セカンドシーズン, Yama no Susume: Sekando Shīzun | 2014 als Fernsehserie | 8bit                 |
| Yamada-kun and the Seven Witches (12 Folgen)                                     | 山田くんと7人の魔女, Yamada-kun to 7-nin no Majo | 2015 als Fernsehserie | Lidenfilms           |
| Yami no Matsuei (13 Folgen)                                                      | 闇の末裔 | 2000 als Fernsehserie | J.C.Staff            |
| Yami no Teiō: Kyūketsuki Dracula (eine Folge)                                    | 闇の帝王 吸血鬼ドラキュラ | 1980 als Special      | Tōei Animation       |
| Yami to Bōshi to Hon no Tabibito (13 Folgen)                                     | ヤミと帽子と本の旅人 | 2003 als Fernsehserie | Studio Deen          |
| Yasamura Yasashi no Yasashii Sekai (? Folgen)                                    | やさ村やさしのやさしい世界 | 2016 als Fernsehserie | DLE                  |
| Yawara! (124 Folgen)                                                             | Yawara! A Fashionable Judo Girl | 1989 als Fernsehserie | Kitty Film, Madhouse |
| ↳ Yawara! Soreyuke Koshinuke Kiss                                                | YAWARA! それゆけ腰ぬけキッズ!! | 1992 als Film         | Kitty Film, Madhouse |
| ↳ Yawara! Special: Zutto Kimi no Koto ga (eine Folge)                            | YAWARA! Special ずっと君のことが… | 1996 als Special      | Kitty Film, Madhouse |
| Yoake Mae yori Ruriiro na: Crescent Love (12 Folgen)                             | 夜明け前より瑠璃色な Crescent Love | 2006 als Fernsehserie | Daume                |
| Yojōhan Shinwa Taikei (11 Folgen)                                                | 四畳半神話大系, The Tatami Galaxy | 2010 als Fernsehserie | Madhouse             |
| Yokohama Kaidashi Kikō (2 Folgen)                                                | ヨコハマ買い出し紀行 | 1998 als OVA          | Ajia-dō              |
| ↳ Yokohama Kaidashi Kikō – Quiet Country Cafe (2 Folgen)                         | ヨコハマ買い出し紀行-Quiet Country Cafe- | 2002 als OVA          | Ajia-dō              |
| Yokoyama Mitsuteru Sangokushi (47 Folgen)                                        | 横山光輝 三国志 | 1991 als Fernsehserie |                      |
| Yoku Wakaru Gendai Mahō (12 Folgen)                                              | よくわかる現代魔法 | 2009 als Fernsehserie | Nomad                |
| Yona Yona Pinguin – Die Legende des Pinguins                                     | よなよなペンギン | 2009 als Film         | Madhouse             |
| Yondemasu yo, Azazel-san. (13 Folgen)                                            | よんでますよ、アザゼルさん。, Yondemasu yo, Azazeru-san. | 2011 als Fernsehserie | Production I.G       |
| ↳ Yondemasu yo, Azazel-san. Z (13 Folgen)                                        | よんでますよ、アザゼルさん。Z, Yondemasu yo, Azazeru-san. Z | 2013 als Fernsehserie | Production I.G       |
| Yoru no Yatterman (12 Folgen)                                                    | 夜ノヤッターマン, Yoru no Yattāman | 2015 als Fernsehserie | Tatsunoko Pro        |
| Yosan Seiji                                                                      | | 1925 als Kurzfilm     | Sumikazu Eiga        |
| Yosuga no Sora (12 Folgen)                                                       | ヨスガノソラ | 2010 als Fernsehserie | feel.                |
| Yōtōden (3 Folgen)                                                               | 戦国奇譚妖刀伝, | 1987 als OVA          | J.C.Staff            |
| ↳ Yōtōden                                                                        | 戦国奇譚妖刀伝, Wrath of the Ninja | 1989 als Film         | J.C.Staff            |
| You Don’t Know Gunma Yet (12 Folgen)                                             | お前はまだグンマを知らない, Omae wa Mada Gunma o Shiranai | 2018 als Fernsehserie | Asahi Production     |
| Young Black Jack (12 Folgen)                                                     | ヤング ブラック・ジャック, Yangu Jakku Burakku | 2015 als Fernsehserie | Tezuka Productions   |
| Yowamushi Chinsengumi                                                            | 弱虫珍選組 | 1935 als Kurzfilm     | Kon Ichikawa         |
| Yowamushi Pedal (38 Folgen)                                                      | 弱虫ペダル, Yowamushi Pedaru | 2013 als Fernsehserie | TMS/8PAN             |
| ↳ Yowamushi Pedal Re:Ride                                                        | 弱虫ペダル Re:RIDE, Yowamushi Pedaru Re:RIDE | 2014 als Film         | TMS/8PAN             |
| ↳ Yowamushi Pedal: Grande Road (24 Folgen)                                       | 弱虫ペダル GRANDE ROAD, Yowamushi Pedaru | 2014 als Fernsehserie | TMS/8PAN             |
| ↳ Yowamushi Pedal Re:Road                                                        | 弱虫ペダル Re:ROAD, Yowamushi Pedaru Re:ROAD | 2015 als Film         | TMS/8PAN             |
| ↳ Gekijōban Yowamushi Pedal                                                      | 劇場版 弱虫ペダル, Gekijōban Yowamushi Pedaru | 2015 als Film         | TMS/8PAN             |
| ↳ Yowamushi Pedal: New Generation (? Folgen)                                     | 弱虫ペダル NEW GENERATION, Yowamushi Pedaru: New Generation | 2017 als Fernsehserie | TMS/8PAN             |
| Yozakura Quartet (12 Folgen)                                                     | 夜桜四重奏 〜ヨザクラカルテット〜 | 2008 als Fernsehserie | Nomad                |
| ↳ Yozakura Quartet – Hoshi no Umi (3 Folgen)                                     | 夜桜四重奏 〜ホシノウミ〜 | 2010 als OVA          | Tatsunoko Production |
| ↳ Yozakura Quartet – Hana no Uta (12 Folgen)                                     | 夜桜四重奏 〜ハナノウタ〜 | 2013 als Fernsehserie | Tatsunoko Production |
| Yū Yū Hakusho (112 Folgen)                                                       | 幽★遊★白書 | 1992 als Fernsehserie | Studio Pierrot       |
| Yu-Gi-Oh! (27 Folgen)                                                            | 遊☆戯☆王, Yū-Gi-Ō | 1998 als Fernsehserie | Tōei Animation       |
| ↳ Yu-Gi-Oh!                                                                      | 遊☆戯☆王, Yū-Gi-Ō | 1999 als Film         | Tōei Animation       |
| ↳ Yu-Gi-Oh! (224 Folgen)                                                         | 遊☆戯☆王デュエルモンスターズ, Yū-Gi-Ō Dyueru Monsutāzu, Yu-Gi-Oh! Duel Monsters                                                                                  | 2000 als Fernsehserie | Gallop               |
| ↳ Yu-Gi-Oh! Der Film                                                             | 遊☆戯☆王デュエルモンスターズ 光のピラミッド, Yū-Gi-Ō Dyueru Monsutāzu: Hikari no Piramiddo, Yu-Gi-Oh! The Movie: Pyramid of Light                                | 2004 als Film         | Gallop               |
| ↳ Yu-Gi-Oh! GX (180 Folgen)                                                      | 遊☆戯☆王デュエルモンスターズGX, Yu-Gi-Oh! Duel Monster GX | 2004 als Fernsehserie | Gallop               |
| ↳ Yu-Gi-Oh! 5D’s (154 Folgen)                                                    | 遊☆戯☆王5D's, Yū-Gi-Ō Faibu Dīzu | 2008 als Fernsehserie | Gallop               |
| ↳ 10th Anniversary Gekijōban Yū-Gi-Ō! – Chō-Yūgō! Jikū o Koeta Kizuna            | 10thアニバーサリー 劇場版 遊☆戯☆王 〜超融合!時空を越えた絆〜, 10th Anibāsarī Gekijōban Yū-Gi-Ō! – Chō-Yūgō! Jikū o Koeta Kizuna, Yu-Gi-Oh! 3D: Bonds Beyond Time | 2010 als Film         | Gallop               |
| ↳ Yu-Gi-Oh! Zexal (73 Folgen)                                                    | 遊☆戯☆王ZEXAL, Yū-Gi-Ō Zearu | 2011 als Fernsehserie | Gallop               |
| ↳ Yu-Gi-Oh! Zexal II (73 Folgen)                                                 | 遊☆戯☆王ZEXAL II, Yū-Gi-Ō Zearu | 2012 als Fernsehserie | Gallop               |
| Yūki Yūna wa Yūsha de Aru (12 Folgen)                                            | 結城友奈は勇者である | 2014 als Fernsehserie | Studio Gokumi        |
| Yume de Aetara (3 Folgen)                                                        | 夢で逢えたら, If I See You in my Dreams | 1998 als OVA          | J.C.Staff            |
| ↳ Yume de Aetara (16 Folgen)                                                     | 夢で逢えたら, If I See You in my Dreams | 1998 als Fernsehserie | J.C.Staff            |
| Yme no Jitensha                                                                  | | 1917 als Kurzfilm     | Nikkatsu             |
| Yume Tsukai (12 Folgen)                                                          | 夢使い | 2006 als Fernsehserie | Madhouse             |
| Yumekui Merry (13 Folgen)                                                        | 夢喰いメリー, Yumekui Merī | 2011 als Fernsehserie | J.C.Staff            |
| Yumeiro Patissiere (50 Folgen)                                                   | 夢色パティシエール, Yumeiro Patishēru | 2009 als Fernsehserie | Studio Hibari        |
| ↳ Yumeiro Patissiere SP Professional (13 Folgen)                                 | 夢色パティシエールSPプロフェッショナル, Yumeiro Patishēru Supesharu Purofesshonaru, Yumeiro Patissiere Special Professional                                      | 2010 als Fernsehserie | Studio Hibari        |
| Yumeria (12 Folgen)                                                              | ゆめりあ | 2004 als Fernsehserie | Studio Deen          |
| Yuniko: Mahō no Shima e                                                          | ユニコ 魔法の島へ, Unico in the Island of Magic | 1983 als Film         | Madhouse             |
| Yūreisen                                                                         | 幽霊船 | 1956 als Kurzfilm     | Chiyogami Eigasha    |
| Yūri!!! On Ice (12 Folgen)                                                       | ユーリ!!! on ICE | 2016 als Fernsehserie | MAPPA                |
| Yurikuma Arashi (12 Folgen)                                                      | ユリ熊嵐, Love Bullet→Yurikuma Arashi | 2015 als Fernsehserie | Silver Link          |
| Yurumates 3D (13 Folgen)                                                         | ゆるめいつ 3でぃ, Yurumeitsu 3di | 2012 als Fernsehserie | C2C                  |
| ↳ Yurumates 3D Plus (13 Folgen)                                                  | ゆるめいつ 3でぃ PLUS, Yurumeitsu 3di Plus | 2012 als Fernsehserie | C2C                  |
| Yuru Yuri (12 Folgen)                                                            | ゆるゆり | 2011 als Fernsehserie | Dōga Kōbō            |
| ↳ Yuru Yuri!! (12 Folgen)                                                        | ゆるゆり♪♪ | 2012 als Fernsehserie | Dōga Kōbō            |
| ↳ Yuru Yuri Nachuyachumi! (eine Folge)                                           | ゆるゆり なちゅやちゅみ! | 2014 als OVA          | TYO Animations       |
| ↳ Yuru Yuri Nachuyachumi!+ (2 Folgen)                                            | ゆるゆり なちゅやちゅみ!+ | 2015 als Special      | TYO Animations       |
| ↳ Yuru Yuri San Hai! (12 Folgen)                                                 | ゆるゆり さん☆ハイ! | 2015 als Fernsehserie | TYO Animations       |
| Yūsha ni Narenakatta Ore wa Shibushibu Shūshoku o Ketsui Shimashita. (12 Folgen) | 勇者になれなかった俺はしぶしぶ就職を決意しました。 | 2013 als Fernsehserie | Asread               |
| Yutori-chan (25 Folgen)                                                          | ゆとりちゃん | 2010 als Web-Anime    | Actas                |
| Yuyushiki (12 Folgen)                                                            | ゆゆ式 | 2013 als Fernsehserie | Kinema Citrus        |